# Cendrosa
Cendrosa es un cultivar de higuera de tipo higo común Ficus carica unífera, de frutos color de piel verde ceniza con algunas manchas marronáceas. Se cultiva principalmente en Cataluña (Tortosa).

## Sinonimia
- „Hivernenques“ en Cataluña,[5][6][7][8]

## Características
La higuera 'Cendrosa' es una variedad unífera de tipo higo común, de maduración tardía.
Árbol de tamaño pequeño a mediano, incluso en suelos ricos. Madera gris y lisa. Las hojas de color verde oscuro son de tamaño mediano y consisten principalmente en tres lóbulos consistentes.
Fruto de color verde ceniza con algunas manchas marronáceas, con forma de cuello alto y corto con pedúnculo pequeño. Peso de aproximadamente 70 g. Ostiolo pequeño adecuado para el transporte.
Higo de piel fina, con carne roja oscura y sabor dulce, excelente, muy dulce y jugoso, compacto. Variedad que fructifica más tarde que 'Coll de Dama', más dulce que la última, pero sin su finura.

## Cultivo de la higuera
Según los últimos datos oficiales de Anuario de Estadística Agraria del Ministerio de Agricultura, se cultiva principalmente en Cataluña (Tortosa) (MAGRAMA, 2012).
Si las condiciones climáticas no son adecuadas, una gran cantidad de higos no puede madurar. Después de que la higuera ha perdido sus hojas, algunos higos permanecen en el árbol, pero pierden su buen gusto a pesar de tener una apariencia hermosa. Puede incluirse en la categoría de  « “Hivernenques”  » ("invierno" o higos de invierno), que en realidad son higos tardíos.